# Arthur Teboul
Pour les articles homonymes, voir Téboul.
Arthur Teboul, né le 28 novembre 1987 à Paris, est un auteur-compositeur-interprète, poète et occasionnellement acteur, français. Il est connu pour être le vocaliste et parolier du groupe Feu! Chatterton.
Également écrivain, il publie en 2023 son premier recueil de poésie, Le Déversoir, aux éditions Seghers.

## Biographie

### Jeunesse et débuts sur scène.
Arthur Teboul est bercé dès l’enfance par la musique de Georges Brassens ou encore Léo Ferré et est fasciné par la poésie. Il écrit ses premières chansons à l’âge de 10 ans et commence le théâtre au sein de son école primaire, l'École Vitruve dans le 20e arrondissement de Paris. En CM2, Arthur Teboul part avec sa classe dans les Yvelines jouer, pour les écoliers de la région, une pièce adaptée de L’Amiral des mots de Pierre Aroneanu. Une tournée d’une semaine qui suffit à lui insuffler le goût de la scène et des aventures collectives.

### Feu! Chatterton

#### Formation du groupe et premier EP
Arthur Teboul est d’abord connu pour être le chanteur et parolier du groupe Feu! Chatterton, groupe de rock en français. L’aventure commence en 2008 sur les bancs du lycée Louis-le-Grand à Paris où Arthur Teboul rencontre Sébastien Wolf et Clément Doumic. Ensemble, les trois amis aiguisent leurs passions réciproques pour Serge Gainsbourg, Alain Bashung ou Radiohead. Entre rap et rock, ils se forment un goût commun et leur amitié s’enracine. 
Rejoint en 2012 par deux autres musiciens, Antoine Wilson et Raphaël de Pressigny, le groupe remporte vite des tremplins et décide d’auto-produire un premier EP homonyme qui lui vaut la reconnaissance du public et de la critique.
Après une classe préparatoire économique et commerciale, Arthur Teboul sort diplômé de l'ESCP en 2013.

#### AlbumIci Le Jour (a tout enseveli)
En 2015, les Feu! Chatterton signent leur premier album Ici le Jour (a tout enseveli) chez Barclay (Universal Music). Ils conquièrent leur public sur scène durant une tournée de plus de 100 dates, un premier Olympia, un disque d’or et une nomination aux Victoires de la Musique 2016 dans la catégorie «révélation scène».

#### AlbumL'Oiseleur
En mars 2018, le groupe publie son deuxième album, L'Oiseleur et c’est un nouveau succès, critique et public. Les médias parlent «d’une production musicale de haut vol, portée par la poésie des textes», tandis que l’album est disque d’or et que les concerts se donnent à nouveau à guichets fermés partout en France, en Belgique, en Suisse et au Québec. Un concert au Zénith de Paris, en janvier 2019, et une nomination aux Victoires de la Musique 2019 dans la catégorie "Meilleur album rock" viennent consacrer le succès de L'Oiseleur.

#### AlbumPalais d’argile
L'année 2021, avec la sortie de l'album Palais d'argile, propulse Arthur Teboul et Feu! Chatterton dans une autre dimension encore. L’album, bientôt disque de platine, est l’occasion d’une tournée triomphale de 130 concerts dont une semaine de Zéniths, avec en point d’orgue un concert au Zénith de Paris et 3 Olympias pour clore ces 2 années sur la route. Le monde de la musique est unanime: “Le coup de maître” (Télérama), “Feu! Chatterton frappe un grand coup” (Le Parisien), “Une œuvre impressionnante”(France Info). Palais d’argile et son single Monde Nouveau valent 3 nominations aux Victoires de la musique 2022 à Arthur et son groupe dans les catégories "meilleur artiste masculin" (face à Julien Doré et Orelsan), "meilleur album" et "meilleure chanson".
Le groupe est invité par U2 à ouvrir leur tournée virtuelle mondiale.
Par ailleurs, la réalisation de l’emblématique pochette bleue de l’album Palais d’argile est le fruit d’une création familiale entre le père du chanteur, peintre plasticien notamment, et son plus jeune frère. Sacha Teboul, diplômé des Beaux-Arts de Paris et de l’école de cinéma La Fémis. Sacha Teboul signe également la pochette de L'Oiseleur, Bic Médium et la réalisation du clip de l’Affiche Rouge, réinterprétation de la célèbre chanson de Léo Ferré issue du poème d’Aragon.
En 2022, Feu! Chatterton sort un double album live de la tournée Palais d'argile.

#### Autres activités du groupe
En 2022, Arthur Teboul et Feu! Chatterton ont écrit les chansons et composé la musique du film de Noémie Lvovsky, La Grande Magie, dans lequel le chanteur fait également une apparition.
En 2023, Arthur Teboul et les Feu! Chatterton ont posé leurs bagages et leurs guitares au Musée du Louvre. Le groupe a en effet été invité par le musée à s’installer entre ses murs pour une résidence (ce n’était pas arrivé depuis 200 ans), ce qui devait se conclure par une master class et trois concerts sur place, avant l'annulation de ceux-ci pour des problèmes de santé de l'un des membres du groupe.
En 2023 également, Arthur Teboul et Feu! Chatterton ont écrit les chansons et composé la musique de la pièce Un chapeau de paille d'Italie, de Labiche, mise en scène par Alain Françon avec Vincent Dedienne dans le rôle principal.
Le 21 février 2024, il interprète avec le groupe la chanson L'Affiche Rouge de Léo Ferré lors de la cérémonie de panthéonisation de Missak Manouchian et de sa femme Mélinée.

### Le Déversoir
En 2023, Arthur Teboul publie son premier recueil de poèmes, Le Déversoir, aux Éditions Seghers. Il devient alors le premier poète vivant édité par la maison Seghers depuis sa relance.
Dans les médias, comme en librairies, Le Déversoir est accueilli avec estime et se place rapidement en tête des ventes avec près de vingt milles recueils vendus à ce jour.
Cette parution littéraire est suivie de l’ouverture d’un « cabinet de poèmes minute » à Paris, où Arthur Teboul propose des consultations poétiques à la demande. Pendant plusieurs semaines, Arthur écrit lors de consultations en tête à tête, des poèmes express qu’il lit puis remet aux personnes venues le visiter. Il renouvelle cette expérience inédite dès qu’il en a l’opportunité, comme lorsqu’il est invité à la Maison de la Poésie, dans l’émission de télévision La Grande Librairie sur France 5 ou au Musée du Louvre.
Arthur Teboul invente et inaugure ainsi le métier de « déverseur », aspirant, selon ses mots, à ce qu’on aille chez le poète comme on va chez le fleuriste.

### Activités parallèles au groupe Feu! Chatterton
Parallèlement à ses activités avec Feu! Chatterton, Arthur Teboul multiplie les collaborations et les expérimentations tous champs confondus.
En 2019, il enregistre en duo avec le chanteur Christophe une reprise de Le beau bizarre, qui fait partie du dernier album studio du chanteur intitulé Christophe, etc. Vol. 2.
En 2020, il coécrit une partie de l’album Haute Fidélité de Raphaël. Sur cet album les deux artistes chantent également en duo Personne n'a rien vu et Arthur pose sa voix sur le titre La jetée.
Arthur Teboul navigue également à la frontière d'autres genres musicaux. En 2021, il signe une chanson avec le maître de la kora, Ballaké Sissoko Un vêtement pour la lune. Titre qu’il interprète lors du concert Ocora Couleurs du Monde en 2022 avec Ballaké Sissoko et Naghib Shanbehzadeh (percussionniste virtuose iranien).
On le retrouve aussi sur la scène du rap français via des featuring avec Prince Waly (BO Y Z, Bleu) ou encore avec Myth Syzer (Distance).
En 2021, le célèbre chanteur pour enfants Aldebert invite Arthur Teboul à chanter Alien pour son nouvel album Enfantillages 4.
En 2022, Arthur Teboul revisite le répertoire musical français en piano-voix avec le grand nom du jazz contemporain Baptiste Trotignon pour Arte concert. Il renouvelle l’expérience en décembre 2023 avec plusieurs dates de concerts à La Seine musicale. Pour l’occasion, guidés par la méthode d’écriture automatique, une place toute particulière est laissée à l’improvisation avec l’écriture d’un poème en direct, pour un dialogue inédit entre texte et musique. Un disque tiré des enregistrements de ces concerts sort en septembre de l'année suivante sous le titre Piano Voix.
En 2022, à l’occasion du Disquaire Day, Alain Chamfort et Arthur Teboul se réunissent pour un duo inédit en reprenant le célèbre titre de Françoise Hardy : Mon amie la Rose. La chanson est gravée sur un vinyle en live ce jour-là.
Arthur Teboul collabore aussi avec le monde de l’art contemporain. En 2018, il écrit une chanson pour l’exposition de la plasticienne Sophie Calle à la galerie Perrotin. En hommage à son défunt chat nommé Souris, Sophie Calle a sollicité divers musiciens, chanteurs et compositeurs (Lou Doillon, Christophe, Alex Beaupain, ou encore Pharrell Williams) pour créer l’album Souris Calle. Arthur Teboul et Feu! Chatterton se sont donc prêtés au jeu avec le titre Le Chat Souris, accompagné d’un clip réalisé par Julia Tarissan et Juliet Casella dans lequel Sophie Calle fait une apparition déguisée en chat.
En 2022, Arthur Teboul et Feu! Chatterton publient Écran total Remixes, un EP de remixes de leur titre Écran Total (Album Palais d'Argile). L’occasion pour Arthur Teboul et le groupe de collaborer avec de nombreux artistes de la scène Electro française (Arnaud Rebotini, Fishbach, Chloé Thévenin et Yuksek).
On retrouve aussi Arthur Teboul sur scène avec Catherine Ringer pendant l'hommage à Jacques Higelin au Trianon en 2019. La même année, il participe au concert hommage à Alain Bashung au Grand Rex. Il chante également avec Clara Luciani à la Cigale (2019) et apparaît dans le clip de celle-ci pour la chanson Nue. En 2024, il joue le titre Aéroport en duo avec Mustang sur l'album Mégaphenix.
Arthur Teboul a le goût de la scène et du jeu c’est donc naturellement qu’il se prête au métier d’acteur dans plusieurs longs métrages sous la direction de Pascal Thomas(À cause des filles), Noémie Lvovsky (La grande magie) et Grégoire Leprince-Ringuet(La forêt de Quinconces).

### Prise de position
En juillet 2024, il appelle, sur le plateau de France Inter et sur ses réseaux sociaux, à faire barrage au Rassemblement national au second tour des élections législatives.

## Discographie

### Albums Studios
| Titre                         | Année | Certifications | Récompenses |
| Ici le Jour (a tout enseveli) | 2015  | Disque d’Or    | Nomination aux Victoires de la Musique 2016, Catégorie « Révélation scène ».                                                                                        |
| L'Oiseleur                    | 2018  | Disque d’Or    | Nomination aux Victoires de la Musique 2019, Catégorie « Meilleur album rock »                                                                                      |
| Palais d’Argile               | 2021  | Disque d’Or    | Nomination aux Victoires de la Musique 2022, catégories « Meilleur artiste masculin » (face à Julien Doré et Orelsan), « Meilleur album » et « Meilleure chanson ». |

### Album Live
| Titre                                   | Année |
| Live à Paris, Palais d’Argile tour 2022 | 2022  |
| Piano Voix (avec Baptiste Trotignon)    | 2024  |

### EP
| Titre                                                                                          | Année |
| Feu! Chatterton                                                                                | 2014  |
| Bic Médium                                                                                     | 2015  |
| Écran total Remixes                                                                            | 2022  |
| La Grande Magie (Bande Originale du film) (Mini-Album)                                         | 2023  |
| L'Affiche rouge (chanson) reprise de Léo Ferré à la suite de la panthéonisation des Manouchian | 2024  |

### Singles en collaboration
| Titre                                         | Année | Album                  |
| Chat Souris avec Sophie Calle                 | 2018  | Souris Calle           |
| Le beau bizarre avec Christophe               | 2019  | Christophe Etc. Vol. 2 |
| BO Y Z avec Prince Waly                       | 2019  | BO Y Z                 |
| Personne n’a rien vu avec Raphaël             | 2020  | Haute fidélité         |
| Un vêtement pour la lune avec Ballaké Sissoko | 2022  | Djourou                |
| Bleu avec Prince Waly                         | 2022  | Moussa                 |
| Distance avec Myth Syzer                      | 2023  | POISON                 |
| Aéroport avec Mustang                         | 2024  | MEGAPHENIX             |

## Filmographie

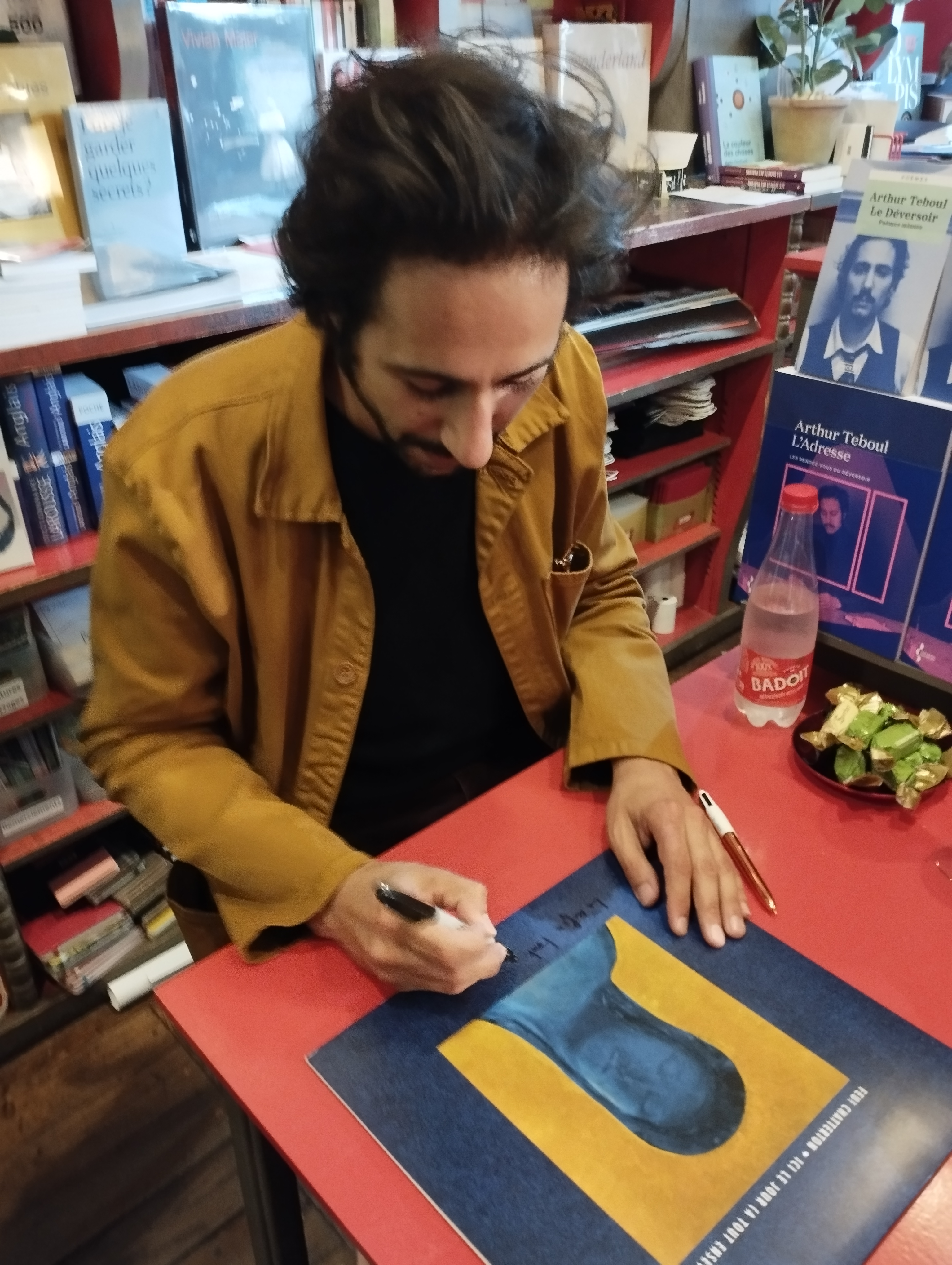
Arthur Teboul en dédicace à la librairie des Abbesses, à Montmartre, le 15 mai 2024.

### Cinéma

#### Acteur (longs métrages)
- 2016 : La Forêt de Quinconces de Grégoire Leprince-Ringuet
- 2019 : À cause des filles..? de Pascal Thomas
- 2023 : La Grande Magie de Noémie Lvovsky, une comédie musicale dont Feu! Chatterton signe la musique et les chansons.
- 2024 : Amour Sans de Maria Pourchet, série audio et visuelle, rôle de Libero

#### Documentaire
- 2015 : Feu! Chatterton de Marie Guilloux (diffusé sur France 4)

## Distinctions
- 2014 : Prix Félix-Leclerc de la chanson
- Prix Paris des jeunes talents
- Prix Chorus des Hauts-de-Seine
- 2016 : Grand Prix de la SACEM. Prix Francis-Lemarque de la révélation
- Nomination pour la Victoire du groupe ou artiste révélation scène aux Victoires de la musique 2016
- 2019 : Nomination pour la Victoire de l'album rock pour L'Oiseleur aux Victoires de la musique 2019
- 2022 : Nominations pour la Victoire de l'artiste interprète masculin, pour la Victoire de la chanson originale pour Monde nouveau et pour la Victoire de l'album pour Palais d'argile aux 37e cérémonie des Victoires de la musique